# 低俗霊DAYDREAM
『低俗霊DAYDREAM』（ていぞくれいデイドリーム）は、奥瀬サキ原作、目黒三吉作画による日本の漫画、またそれを原作としたOVA、ラジオドラマ、CD。
『月刊少年エース』（角川書店）において2000年8月号から2007年11月号まで連載され、カドカワコミックス（角川書店）にて全10巻で単行本化されている。2004年6月から同年12月にかけてOVA化された。
同じく奥瀬原作による次作『低俗霊MONOPHOBIA』と世界設定を共有している。

## ストーリー
東京のとあるSMクラブで女王様として働く崔樹深小姫は、ときどき口寄屋として都の生活対策課に協力していた。ある日、自殺者が出たマンションへ行くと……。
- hanging mansion‐首吊りマンション
- bear po‐くまのポー
- Orgasmus‐オルガスムス
- Daydream‐デイドリーム
- dumb ghost‐ダムゴースト
- ComingOut‐カミングアウト
- Convolvulus‐ヒルガオ
- ghost taxi‐幽霊タクシー
- hallucination‐幻覚
- ghost on a bridge‐橋の上の幽霊
- fog‐霧
- hige‐ヒゲ
- hara-tama‐胎霊
- デッドマンズ・ハンド‐deadman's hand
- werther‐ウェルテル
- inugami‐犬神
- onoroko‐御呪子
- Epilogue‐Saki Okuse

## 登場人物
崔樹 深小姫（さいき みさき）
19歳。本業は口寄せ屋だが収入が悪いのでSM女王を二足の草鞋としている。天然のパイパンで処女。
バイセクシャルと思われる表現がある。
柧武 惣一郎（かどたけ そういちろう）
東京都生活対策課だが心霊現象が苦手なため苦労している。
一見、貧相な眼鏡くんであるが、MMAに長けているようで、作中で何度も深小姫を護るために、チンピラ等を圧倒することがある。
愛車はアウディ。
椚 アイ（くぬぎ アイ）
女子高校生。口寄せができる。一巻で姉と姪を同居のごろつき男に殺され一時PTSDの症状がみられるようになる。殺された姪へのプレゼントとして、録音機能つきのぬいぐるみ「くまのポー」を贈った本人。ある事件を介して深小姫や惣一郎と行動を共にする事になる。物語の後半からは藤原充と行動をするようになり、ユオの計画で重要な役目（ユオの器）として利用される。
藤原 充（ふじわら みつる）
深小姫のストーカー。ユオに操られ、義妹が自殺する。復讐の為にユオを追うが翻弄されることになる。孤独であり高校在学中に会社員の中年らしき女性とヒモ男のような形で同棲したりその後、深小姫につきまとい中退。最終刊で焼身自殺未遂をした模様。漫画ではその後の充の姿は病院のベッドで横たわり上に毛布が掛けられている様に描かれているのみであった。リハビリはしており低俗霊MONOPHOBIAでは口寄せ屋となったアイのマネージャーとして動いている。
藤原 由紀夫（ふじわら ゆきお）
ミツルの父。琶成神社の神主。後妻と連れ子の少女を養っている。充の義理の妹に当たるその少女は前養父に性的虐待を受けており後に自殺。本物の霊なのか本人の幻覚なのか定かではないがその少女に襲われる様子が本人には見える様子。
峨田 直人（がだ なおと）
警視。ユオを追っている。子供の頃に兄が首吊り自殺し、その死体を目撃した経験を持つ。
ハル
峨田のパートナー。口寄せができる。峨田の性急な遣り方が原因で飛び降り自殺する。
井荻 ユオ（いおぎ ユオ）
口寄せができる。物語の核となる人物。ネットを媒介として自殺者を扇動し死を拡散しようと企てている。

## OVA
2004年に全4巻が発売された。また、2008年10月からはBS11デジタル（土曜 24時00分 - 24時30分）にて放送された。

### キャスト
- 崔樹深小姫 - 浅野真澄
- 柧武惣一郎 - 杉田智和
- 椚アイ - 田村ゆかり
- アイの姉 - 岡村明美
- 古賀 - 二又一成
- 芝田 - 小形満
- 管理人 - 斉藤瑞樹
- 舎弟 - 永野善一
- ミツル - 岸尾大輔

### スタッフ
- 原作 - 奥瀬サキ・目黒三吉
- 監督 - 関田修
- シリーズ構成 - 金巻兼一
- キャラクターデザイン - 小林明美
- メカニックデザイン - 宇佐美皓一
- 色彩設計 - 川上善美
- 美術監督 - 西川淳一郎
- 撮影監督 - 荒川浩介（#1）、岩崎敦（#2 - #4）
- 音響監督 - 高橋秀雄
- 音楽 - 根岸貴幸
- プロデューサー - 高梨実、湯川淳、春田克典
- アニメーション制作 - ハルフィルムメーカー
- 製作 - バンダイビジュアル

### 各巻リスト
| 巻数 | サブタイトル | 発売日         | 脚本     | 絵コンテ   | 演出       | 作画監督 |
| ---- | ------------ | -------------- | -------- | ---------- | ---------- | -------- |
| 1    | 口寄屋       | 2004年6月25日  | 金巻兼一 | 関田修     | 関田修     | 小林明美 |
| 2    | ヒルガオ     | 2004年8月27日  | 鈴木雅詞 | 佐山聖子   | 佐山聖子   | 小林明美 |
| 3    | 狂骨         | 2004年10月22日 | 鈴木雅詞 | 嵯峨敏     | 嵯峨敏     | 青木哲郎 |
| 4    | 水魂         | 2004年12月23日 | 金巻兼一 | 西本由紀夫 | 西本由紀夫 | 竹田逸子 |

## ラジオドラマ

### キャスト
- 崔樹深小姫：川澄綾子
- 柧武惣一郎：飛田展男
- 椚アイ：浅野真澄
- ミツル：石田彰
- ユオ：小杉十郎太

### エンディングテーマ
夢のエルドラド
歌：Chirolyn & The Angels
作詞：Chirolyn
作曲：デーモンズ

## 単行本
- 低俗霊DAYDREAM 1 2001年02月26日、ISBN 4-04-713398-1
- 低俗霊DAYDREAM 2 2001年07月27日、ISBN 4-04-713445-7
- 低俗霊DAYDREAM 3 2002年04月25日、ISBN 4-04-713493-7
- 低俗霊DAYDREAM 4 2002年10月29日、ISBN 4-04-713512-7
- 低俗霊DAYDREAM 5 2003年07月29日、ISBN 4-04-713560-7
- 低俗霊DAYDREAM 6 2004年06月28日、ISBN 4-04-713645-X
- 低俗霊DAYDREAM 7 2005年06月25日、ISBN 4-04-713730-8
- 低俗霊DAYDREAM 8 2006年01月23日、ISBN 4-04-713779-0
- 低俗霊DAYDREAM 9 2006年09月21日、ISBN 4-04-713858-4
- 低俗霊DAYDREAM 10 2008年01月24日、ISBN 4-04-713953-X

## CD
- カドカワ・サウンドシネマ低俗霊DAYDREAM第１章＜深小姫＞ 2001年11月21日Vap販売VPCG84738  
上記ラジオドラマ収録版。ライナーノーツには奥瀬サキインタビュー「深小姫が生まれた場所～第一回～」が掲載。 
曲目リスト  
第１話 首吊りマンション  
第２話 くまのポー  
第３話 鬼縫 
エンディングテーマ「夢のエルドラド」
- カドカワ・サウンドシネマ低俗霊DAYDREAM第２章＜蟲動＞ 2001年12月21日Vap販売VPCG84739  
同じくラジオドラマ収録版。ライナーノーツには奥瀬サキインタビュー「深小姫が生まれた場所～第二回～」と「いきなり企画！KAORI女王様に聞く『低俗霊』」が掲載。 
 曲目リスト 
第４話 オルガスムス 
第５話 扉  
第６話 デイドリーム 
エンディングテーマ「夢のエルドラド」
- カドカワ・サウンドシネマ低俗霊DAYDREAM第３章＜口寄＞ 2002年01月23日Vap販売VPCG84740  
同じくラジオドラマ収録版。ライナーノーツには「目黒三吉vs川澄綾子女王様談義」が掲載。  
曲目リスト 
第７話 ダムゴースト  
第８話 幽霊タクシー 
エンディングテーマ「夢のエルドラド」
- 低俗霊DAYDREAM Original Sound Drama 2003年11月01日発行月刊ニュータイプ11月号付録NTCD-200311
出演キャストはOVA版を踏襲している。
崔樹深小姫：浅野真澄
柧武惣一郎：杉田智和
椚アイ：田村ゆかり
藤原ミツル：岸尾大輔